# 10 september
10 september är den 253:e dagen på året i den gregorianska kalendern (254:e under skottår). Det återstår 112 dagar av året.

## Återkommande bemärkelsedagar

### Nationaldagar
- Gibraltars nationaldag.

### Övrigt
- Internationella dagen för självmordsprevention

## Namnsdagar

### Svenska almanackan
- Nuvarande – Tord och Turid

- Föregående i kronologisk ordning[1][2]

- Före 1680 – Sostenes

utgick sedan.
- 1680–1729 – Teobaldus

infört 1680, men utgick 1730.
- 1730–1900 – Teodard

infördes 1730 till minne av en nederländsk biskop från 600-talet, som blev ihjälslagen av stråtrövare – utgick 1901.
- 1901–1985 – Tord

infört 1901.
- 1986–1992 – Tord, Tordis och Torgil

Tordis och Torgil infördes på dagens datum 1986, men utgick 1993.
- 1993–2000 – Tord och Tove

Tove infördes 1986 på 2 november, men flyttades 1993 till dagens datum och 2001 till 5 mars.
- Från 2001 – Tord och Turid

Turid infördes 1986 på 28 april. 1993 utgick det, men återinfördes på dagens datum 2001.

### Finlandssvenska almanackan
- Nuvarande från 1929[3] – Östen
- I föregående revideringar[a][4]
  - inga ändringar sedan 1929

## Händelser
- 422 – Sedan Bonifatius I har avlidit en vecka tidigare väljs Celestinus I till påve.
- 506 – Biskoparna av Visigothic Gaul möts i rådet av Agde.
- 1509 – En jordbävning inträffar i Konstantinopel med en magnitud på 7,2 på richterskalan och uppgifter om antalet omkomna ligger mellan 1 000 och 13 000.[5]
- 1515 – Thomas Wolsey installeras som kardinal.
- 1547 – Slaget vid Pinkie Cleugh.
- 1561 – Under slagen vid Kawanakajima besegras Uesugi Kenshin av Takeda Shingen.
- 1570 – Spanska jesuitmissionärer landar i dagens Virginia för att skapa det så kallade kortlivade Ajacán-uppdraget.
- 1608 – John Smith väljs till rådets president i Jamestown, Virginia.
- 1640 – Skördekarlarnas krig: Furstendömet Kataloniens generalständer sammanträdde. De övertog suveräniteten och började vidta olika revolutionära åtgärder som skulle leda till den Katalanska republiken.
- 1776 – Under Amerikanska frihetskriget börjar Nathan Hale frivilligt att spionera för den kontinentala armén.
- 1813 – USA besegrar den brittiska flottan i slaget vid Lake Erie.[6]
- 1846 – Elias Howe beviljas patent för symaskinen.
- 1858
  - George Mary Searle upptäcker asteroid 55 Pandora.
  - H. Goldschmidt upptäcker asteroid 54 Alexandra.
- 1897 – 19 obeväpnade personer omkommer i Lattimermassakern.
- 1898 – Elisabeth av Bayern (1837–1898) mördas av Luigi Lucheni.
- 1918 – Ryska inbördeskriget. Röda armén intar Kazan.
- 1919 – Fred sluts mellan Österrike och första världskrigets segermakter i den franska staden Saint-Germain-en-Laye.
- 1932 – New Yorks tunnelbanas tredje konkurrerande tunnelbanesystem, den kommunalt ägda MIND, öppnas.
- 1937 – Nio nationer deltar på Nyon-konferensen för att ta itu med osäkerheten för handelsfartyg i Medelhavet i samband med det spanska inbördeskriget.
- 1939 – Kanada förklarar Tyskland krig.
- 1942 – Den brittiska armén genomför en amfibisk landning på Madagaskar för att återuppliva allierade offensiva operationer i Madagaskar-kampanjen.
- 1943 – Tyska styrkor börjar sin ockupation av Rom.
- 1945 – Vidkun Quisling döms till döden för landsförräderi.
- 1951 – Storbritannien inleder en ekonomisk bojkott av Iran.
- 1961 – Under Italiens Grand Prix 1961 orsakar en krasch att Wolfgang von Trips och 13 åskådare omkommer som träffas av hans Ferrari.
- 1967 – Vid en folkomröstning i Gibraltar blir det ja till fortsatt brittiskt styre.[7]
- 1972 – Sovjet slår USA med 51–50 i den kontroversiella OS-finalen i basket. Det är USA:s första förlust i OS-basket någonsin.
- 1974 – Guinea-Bissaus självständighet erkänns av Portugal.[8]
- 1977 – Hamida Djandoubi, dömd för tortyr och mord, är den sista personen som ska avrättas med giljotin i Frankrike.
- 1978 – Svenske Formel 1-föraren Ronnie Peterson i dödsolycka på Monza-banan. Han avlider dagen efter.
- 1985 – Rymdsonden ICE passerar nära Giacobini-Zinners komet, historiens första rymdmöte av detta slag.
- 1996 – Första upptäckt ”Lagerkvists komet" (P/1996 R2), första kometen som upptäckts av svensk Claes-Ingvar Lagerkvist, La Silla-observatoriet Chile
- 2000 – Operation Barras befriar sex brittiska soldater som hållits fängslade i över två veckor och bidrar till slutet av Inbördeskriget i Sierra Leone.
- 2002 – Schweiz blir medlem i Förenta nationerna.
- 2003 – Sveriges utrikesminister Anna Lindh knivhuggs på varuhuset NK i Stockholm. Hon förs till Karolinska universitetssjukhuset där hon opereras under hela natten. Hon avlider på morgonen dagen därpå.
- 2004 – Ett kustpilentåg kolliderar med en lastbil utanför Nosaby, Kristianstad. Se Järnvägsolyckan i Nosaby.
- 2007 – Pakistans tidigare premiärminister Nawaz Sharif återvänder till Pakistan efter knappt sju år i exil efter en militärkupp i oktober 1999.
- 2008 – Partikelacceleratorn Large Hadron Collider (LHC) i schweiziska Cern startas.
- 2011 – En väldigt överlastad färja, M/S Spice Islander I sjunker i en storm utanför Zanzibar. Enligt senaste uppgift omkommer 1573 personer, 620 personer räddas.[9]
- 2019 – Ann Linde efterträder Margot Wallström som Sveriges utrikesminister.

## Födda
- 920 – Ludvig från andra sidan havet, kung av Västfrankiska riket
- 1487 – Julius III, påve
- 1559 – Mauritz Stensson Leijonhufvud, svensk greve, friherre och riksråd, riksdrots
- 1659 – Henry Purcell, engelsk kompositör
- 1797 – Karl Gustaf Mosander, svensk kemist och lärare
- 1822 – Gisle Johnson, norsk teolog av isländsk härkomst
- 1824 – Gabriel-Jules Thomas, fransk skulptör
- 1831 – William A. Peffer, amerikansk politiker, senator (Kansas)
- 1832 – Randall L. Gibson, amerikansk demokratisk politiker och general, senator (Louisiana)
- 1839 – Charles Sanders Peirce, amerikansk filosof
- 1854 – John L.M. Irby, amerikansk demokratisk politiker, senator (South Carolina)
- 1866
  - Jeppe Aakjær, dansk författare
  - Tor Aulin, svensk violinist, dirigent och tonsättare
- 1878 – Bertel Gripenberg, finlandssvensk poet
- 1879 – Stanley C. Wilson, amerikansk republikansk politiker, guvernör i Vermont
- 1887 – Giovanni Gronchi, Italiens president 1955-1962
- 1890 – Elsa Schiaparelli, italiensk modeskapare
- 1892 – Arthur Compton, amerikansk fysiker, mottagare av Nobelpriset i fysik 1927
- 1897 – Otto Strasser, tysk nazistisk politiker
- 1898
  - Annika Björklund, svensk kompositör och författare
  - Bessie Love, amerikansk skådespelare
- 1900 – Nils Theodor Larsson, svensk civilekonom och politiker (centerpartist)
- 1914
  - Terence O'Neill, premiärminister i Nordirland
  - Robert Wise, amerikansk prisbelönt filmregissör och producent
- 1915 – Hasse Ekman, svensk regissör, manusförfattare och skådespelare
- 1924
  - Carl-Axel Heiknert, svensk skådespelare och regiassistent, teaterchef
  - Sissi Kaiser, svensk skådespelare
  - Putte Wickman, svensk musiker
- 1929
  - Busk Margit Jonsson, svensk operasångare
  - Arnold Palmer, amerikansk golfspelare
- 1933 – Karl Lagerfeld, tysk-fransk modeskapare
- 1934 – Roger Maris, amerikansk basebollspelare
- 1936 – Peter Lovesey, brittisk kriminalförfattare
- 1941 – Gunpei Yokoi, japansk spelskapare
- 1948
  - Brian Donohoe, brittisk fackföreningsman och parlamentsledamot för Labour
  - Ted Poe, amerikansk republikansk politiker
- 1949 – Bill O'Reilly, amerikansk TV-programledare och journalist
- 1950 – Joe Perry, amerikansk musiker, gitarrist i Aerosmith
- 1951 – Albert Wynn, amerikansk demokratisk politiker, kongressledamot
- 1952 – Gustav Levin, svensk skådespelare
- 1954 – Cynthia Lummis, amerikansk republikansk politiker, kongressledamot
- 1956
  - Rikard Bergqvist, svensk skådespelare och manusförfattare
  - Pierre Wilkner, svensk skådespelare
- 1958 – Chris Columbus, amerikansk regissör, manusförfattare och filmproducent
- 1960
  - Alison Bechdel, amerikansk serieskapare
  - Colin Firth, brittisk skådespelare
- 1963 – Randy Johnson, amerikansk basebollspelare
- 1970
  - Anna Book, svensk sångare
  - Malena Laszlo, svensk skådespelare och musikalartist
- 1971
  - Håkan Adolfsson, svensk bandyspelare
  - Carlo Silipo, italiensk vattenpolospelare
- 1972 – Bente Skari, norsk längdskidåkare
- 1974
  - Mirko Filipović, kroatisk MMA-fighter
  - Ryan Phillippe, amerikansk skådespelare
- 1976
  - Andreas Halldén, svensk designer och TV-programledare
  - Linus Wahlgren, svensk skådespelare och musikalartist
- 1980 – Mikey Way, amerikansk basist i bandet My Chemical Romance
- 1982
  - Staffan Kronwall, svensk ishockeyspelare
  - Misty Copeland, amerikansk balettdansös
- 1993 – Sam Kerr, australisk fotbollsspelare
- 1997 – Liamoo, svensk sångare, vinnare av Idol 2016

## Avlidna
- 210 f.Kr. – Qin Shi Huangdi, den förste kejsaren av Kina
- 954 – Ludvig från andra sidan havet, kung av Västfrankiska riket
- 1167 – Matilda, tysk-romersk kejsarinna och pretendent till den engelska tronen, utropad till regerande drottning av England
- 1305 – Nikolaus av Tolentino, italiensk mystiker och munk, helgon
- 1380 – Håkan Magnusson, kung av Norge och av Sverige
- 1519 – John Colet, engelsk kyrkoman och humanist
- 1667 – Melchiorre Cafà, italiensk skulptör
- 1669 – Henrietta Maria av Frankrike, drottning av England, Skottland och Irland
- 1749 – Émilie du Châtelet, fransk matematiker, fysiker och författare
- 1771 – Olof Malmerfelt, svensk ämbetsman och landshövding i Västmanlands län
- 1797 – Mary Wollstonecraft, brittisk feminist, författare och filosof
- 1835 – Willie Blount, amerikansk politiker, guvernör i Tennessee
- 1842 – Letitia Christian Tyler, amerikansk presidenthustru 1841-1842
- 1892 – Anders Anderson, svensk läkare och skald, ledamot av Svenska Akademien
- 1898 – Elisabeth av Österrike-Ungern, österrikisk kejsarinna och drottning av Ungern
- 1918 – Carl Peters, tysk upptäcktsresande
- 1920 – Olive Thomas, amerikansk skådespelare
- 1935 – Huey Long, amerikansk politiker, guvernör i Louisiana, senator
- 1938 – Fredrikke Marie Qvam, norsk kvinnorättskämpe.
- 1941
  - Viggo Hansteen, norsk advokat och socialistisk politiker
  - Fritz Noether, matematiker
- 1942 – Otto von Friesen, professor i svenska språket vid Uppsala universitet, ledamot av Svenska Akademien
- 1971 – Pier Angeli, italiensk skådespelare
- 1973 – Allan Gray, polsk-brittisk kompositör
- 1975
  - Ivar Nilzon, svensk lantbrukare och centerpartistisk riksdagspolitiker
  - George Paget Thomson, brittisk fysiker, mottagare av Nobelpriset i fysik 1937
- 1976 – Dorothy Devore, amerikansk stumfilmsskådespelare.
- 1982 – Carl-Hugo Calander, svensk skådespelare.
- 1983
  - Felix Bloch, amerikansk fysiker, mottagare av Nobelpriset i fysik
  - Balthazar Johannes Vorster, sydafrikansk premiärminister och president
- 1993 – Krister Wickman, svensk politiker (S), statsråd, riksbankschef
- 2004 – Brock Adams, 77, amerikansk demokratisk politiker, senator (Washington)
- 2007
  - Anita Roddick, 64, brittisk entreprenör, grundare av The Body Shop
  - Jane Wyman, 90, amerikansk skådespelare
- 2011 – Cliff Robertson, 88, amerikansk skådespelare
- 2012
  - Lance LeGault, 77, amerikansk skådespelare
  - John Moffatt, 89, brittisk skådespelare
- 2014
  - Rune Jansson, 95, svensk målare, grafiker och författare
  - Richard Kiel, 74, amerikansk skådespelare
- 2017 – Hans Alfredson, 86, svensk komiker, filmskapare, författare och skådespelare
- 2020 – Diana Rigg, 82, brittisk skådespelare